# Jefte e sua figlia
Jefte e sua figlia (Jefta und seine Tochter) è un romanzo dello scrittore tedesco israelita Lion Feuchtwanger, pubblicato nel 1957. Il soggetto del romanzo, l'ultimo scritto da Feuchtwanger, è tratto dall'Antico Testamento.

## Trama

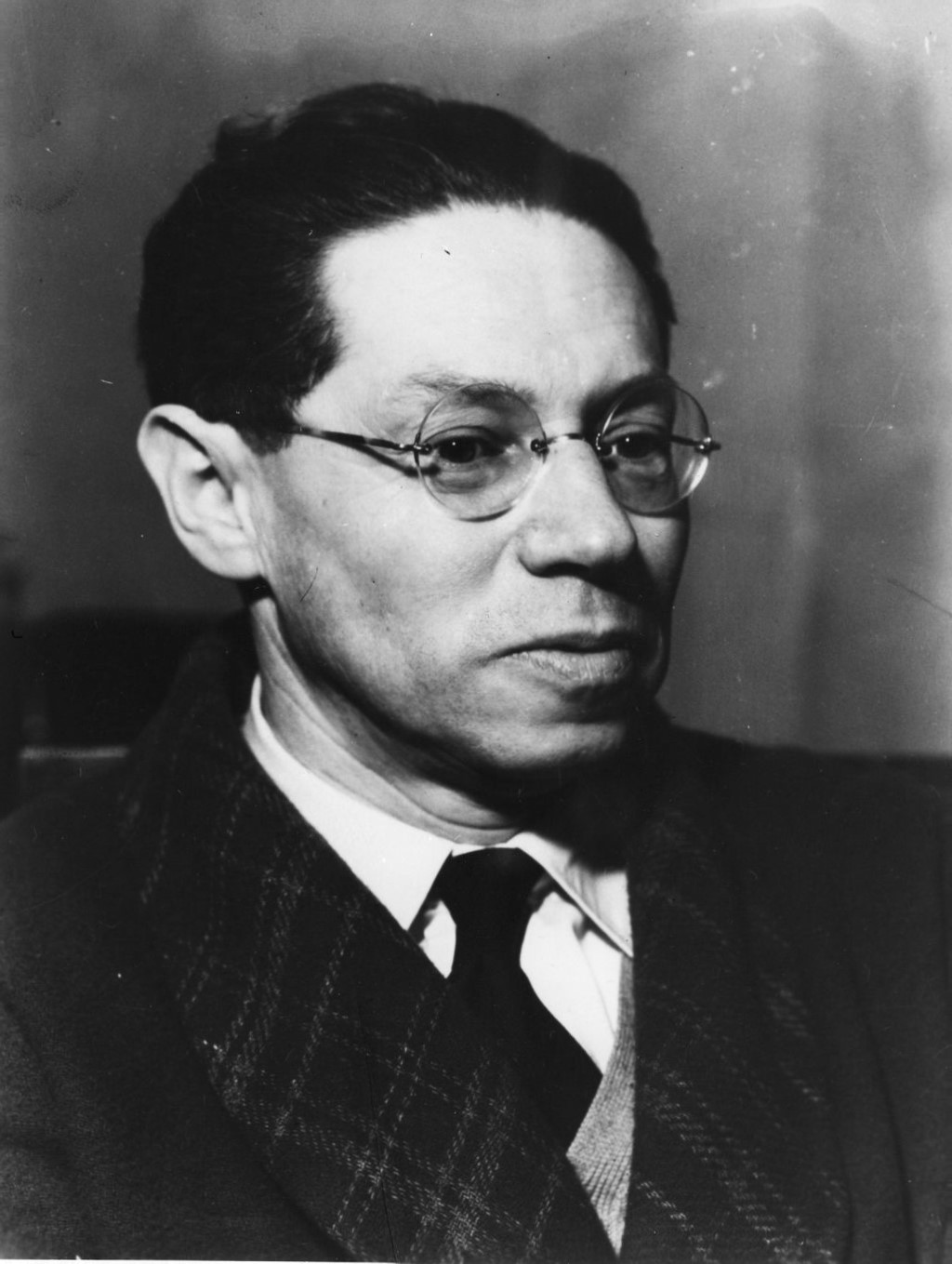
Ritratto di Lion Feuchtwanger (fotografia del 1900, circa)

La vicenda si svolge nel Galaad, una regione della Terra di Israele a oriente del Giordano confinante con i territori degli Ammoniti e dei Moabiti, attorno al IX secolo a.C. Jefte, figlio del giudice (governante civile e militare ebreo) Ghileàd e della sua concubina ammonita Levana, alla morte del padre deve affrontare i tentativi di Silpa, la moglie legittima di suo padre, di privarlo dell'eredità paterna a favore dei tre fratellastri, i figli legittimi di Ghileàd e Silpa (Gadièl, Jelec e Sciamgàr). Jefte appare molto più forte e coraggioso dei fratellastri e gli ebrei anziani ritengono che possa essere un buon giudice, come lo era stato suo padre. Dello stesso parere è anche Abijam, il gran sacerdote della tribù di Ghileàd. Poiché tuttavia anche Ketura, moglie di Jefte, è ammonita e presumibilmente ha conservato la fede anche negli dèi del popolo di origine, Abijam fa intendere a Jefte che potrà ottenere la sua parte di eredità paterna solo se ripudierà la moglie. Jefte, che ama Ketura e che oltre a Jahvé rispetta gli dèi dei vicini politeisti, decide di isolarsi volontariamente dalla tribù di Ghileàd per recarsi con i familiari e pochi fedeli amici a Tob, nel deserto.
A Tob Jefte diventa un predone. Nonostante il clima aspro di Tob, le schiere di Jefte attirano giovani valorosi, per lo più non ebrei. «Jefte tollerava che conservassero i loro vecchi dei, ma dovevano riconoscere Jahvè per Dio supremo». La notizia delle sue vittorie si diffonde anche in Terra di Israele. Jefte viene chiamato dai fratellastri e da Abijam perché li difenda dagli Ammoniti guidati dal re Nachash; Jefte accetta, a patto di essere l'unico comandante. Durante la battaglia decisiva, quando teme la sconfitta, Jefte fa il voto di immolare a Jahvè la prima persona che gli fosse venuta incontro dopo la vittoria. Vinti i nemici, gli si fa incontro per prima Ja'ala, la sua unica e adorata figlia. Jefte si dispera). La figlia, peraltro restia al matrimonio, accetta il sacrificio; chiede al padre che sia procrastinato di un paio di settimane per poter stare sui monti con le sue più care amiche. «E poi (Jefte) fece di lei ciò che aveva promesso col voto».
Il sacrificio della figlia suscita ammirazione e spavento fra amici e avversari. Ketura lo abbandona; ma il re ammonita Nachash accetta resa senza condizioni e i comandanti ebrei accettano la sua guida senza riserve. La sua terra è prospera; Jefte è rispettato da tutti, viene unto dal gran sacerdote di Efraim, ma diventa sempre più cupo e morirà pochi anni dopo. 
(Jefte e sua figlia, ed. 1965, pp. 336-37)

## Critica
In una lunga "Nota storica" posposta al romanzo Jefte e sua figlia, Lion Feuchtwanger (1884-1958) ricorda come la vicenda del romanzo sia registrata nel “Libro dei Giudici”, il settimo dell'Antico Testamento. Gli avvenimenti narrati ebbero luogo tra il XIII e il X secolo a.C., ma gli autori che li hanno tramandati, i quali inserirono negli avvenimenti un'interpretazione religiosa, vissero molto tempo dopo: fra il IX e il VI secolo a.C., quando il mondo degli antichi racconti era ormai diventato loro estraneo. Nel "Libro dei Giudici", la vicenda di Jefte si presenta slegata e piena di contraddizioni e ciò ha costretto Feuchtwanger a ricostruire gli eventi e l'immagine di Dio che ne avevano i protagonisti «in base al vasto sapere del nostro tempo». Solo in questo senso, afferma Feuchtwanger, il romanzo potrebbe essere definito "un romanzo biblico".
Il romanzo fu dichiarato un "Ausgezeichnete Buch übt die wichtige Tugend des historischen Romans" (un eccellente romanzo storico) dal critico di Der Spiegel. Joachim Kaiser scrisse invece che il linguaggio era inadeguato e ricco di arcaismi fastidiosi. "Jefta und seine Tochter" vinse il "Literatur-Preis der Stadt München" (Premio letterario Città di Monaco) nel 1957.

## Adattamenti
- Wolfgang Stockmeier: Jefta und seine Tochter. Oratorische Szenen für Soli, Chor und Orchester. Testo di Lion Feuchtwanger, Werk 296 (1995). Partitura: Möseler, Wolfenbüttel 1995[9]

## Edizioni
- Lion Feuchtwanger, Jefta und seine Tochter, Rowohlt, Hamburg, 1957; Aufbau-Verlag, Berlin, 1957.
- Lion Feuchtwanger, Jefte e sua figlia, traduzione di Ervino Pocar, Milano, Club degli Editori, 1965.